# Franciszek Dzierwa
Franciszek Henryk Dzierwa (ur. 31 marca 1937 w Chrzanowie, zm. 14 lipca 2001) – polski stolarz i polityk, poseł na Sejm PRL VII kadencji.

## Życiorys
Uzyskał wykształcenie podstawowe. Od 1952 pracował jako uczeń stolarski, po czym był stolarzem i brygadzistą w Fabryce Lokomotyw im. Feliksa Dzierżyńskiego w Chrzanowie. W latach 1952–1956 należał do Związku Młodzieży Polskiej, a w okresie 1957–1975 do Związku Młodzieży Socjalistycznej, na którego krajowe zjazdy był delegatem w 1960, 1964 i 1972. Do Polskiej Zjednoczonej Partii Robotniczej wstąpił w 1956. Zasiadał w Komitecie Zakładowym tej partii, a także w Powiatowej oraz Miejskiej Komisji Kontroli Partyjnej w Chrzanowie. Był też I sekretarzem oddziałowej organizacji partyjnej oraz sekretarzem Komitetu Zakładowego do spraw propagandy. W latach 1962–1965 pełnił funkcję radnego Miejskiej Rady Narodowej w Chrzanowie. W 1976 uzyskał mandat posła na Sejm PRL VII kadencji w okręgu Tychy. Zasiadał w Komisji Handlu Zagranicznego oraz w Komisji Komunikacji i Łączności.
Pochowany wraz z żoną Danutą (1935–1991) na cmentarzu parafialnym w Chrzanowie.

## Odznaczenia
- Brązowy Krzyż Zasługi
- Medal 30-lecia Polski Ludowej
- Złote Odznaczenie im. Janka Krasickiego
- Srebrne Odznaczenie im. Janka Krasickiego
- Brązowe Odznaczenie im. Janka Krasickiego
- Odznaka „Zasłużony dla Ziemi Krakowskiej”
- Medal „Za Zasługi dla Ziemi Chrzanowskiej”